# Zuzana Maléřová

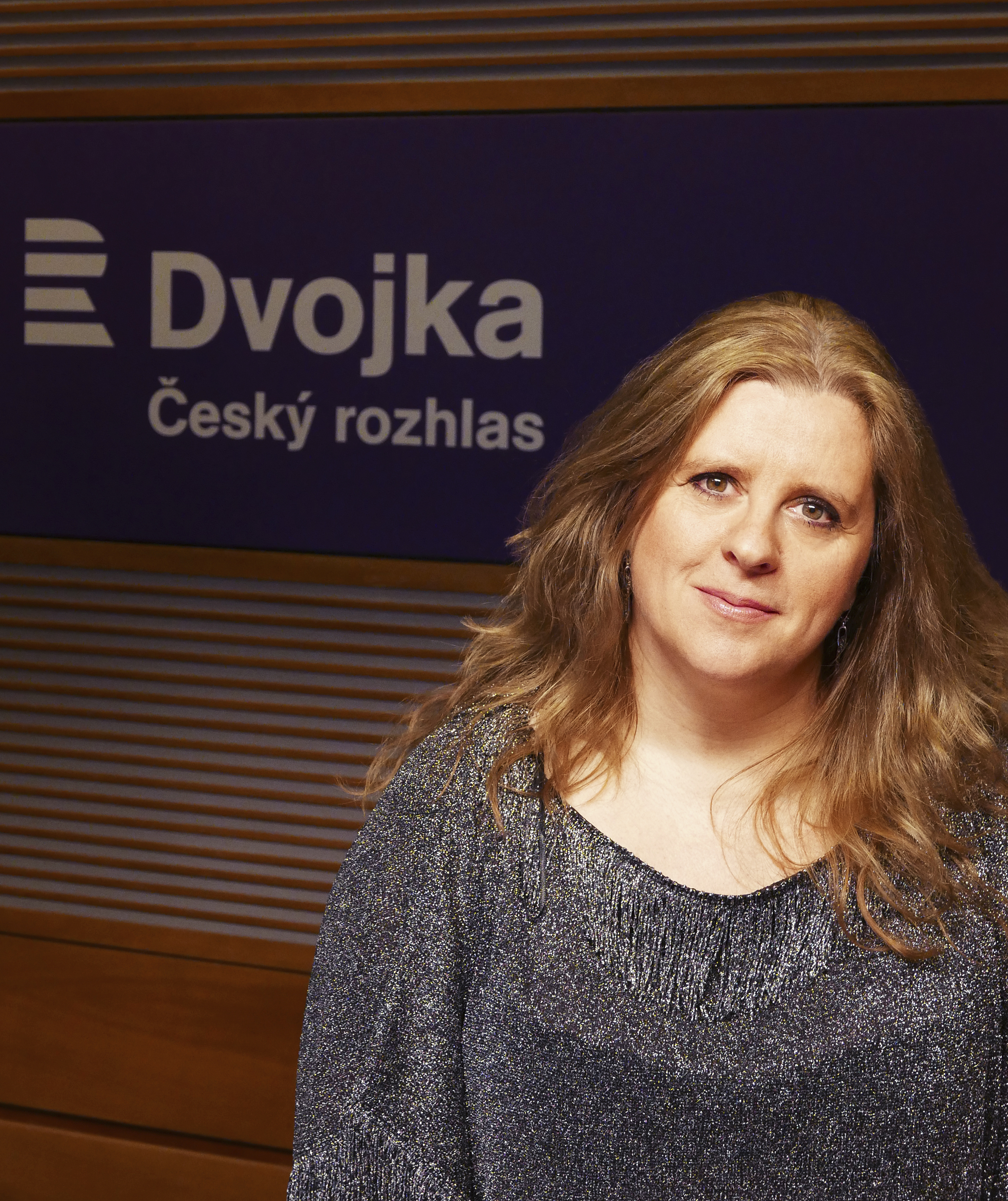
Foto Z. Maléřové - Český rozhlas Dvojka

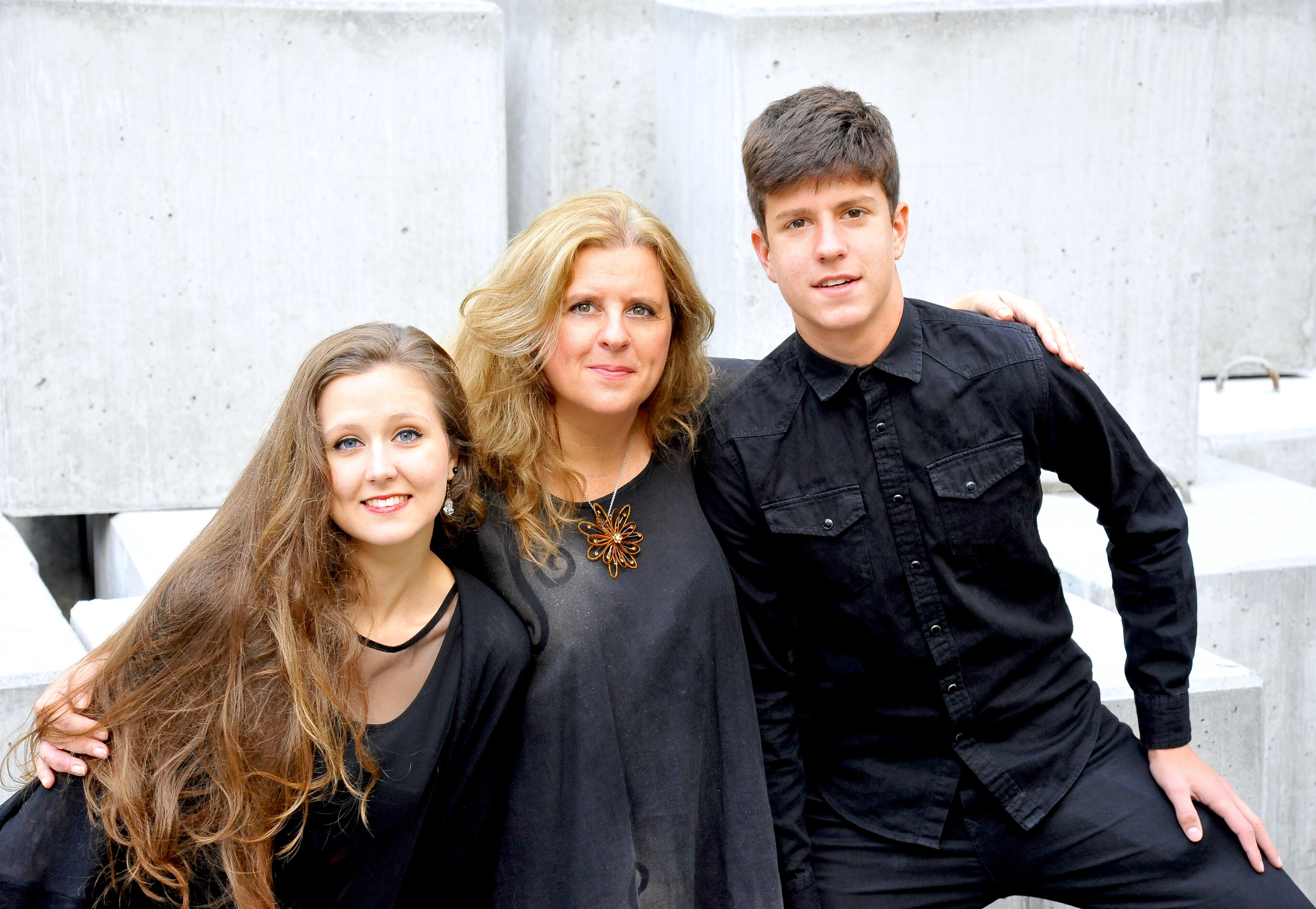
Zuzana Maléřová s dcerou Alžbětou Bohdanovou a synem Jeronýmem Bohdanem

Zuzana Maléřová (* 1. února 1965 Dolní Bečva) je česká spisovatelka a publicistka.

## Osobní život
Od roku 1990 do roku 1997 pracovala jako tisková mluvčí činohry Národního divadla, na svých projektech spolupracuje s Českou televizí (v rámci cyklu (Ne)obyčejné životy natočila 11 dokumentárních filmů např. o Stanislavu Zindulkovi, Lubomírovi Kostelkovi, Martě Kubišové či Marii Drahokoupilové) a Českým rozhlasem (např. úvahová Dobrá jitra, Noční Mikrofórum, Glosy v ČR Dvojka, Nedělní siesta v ČR Regina), je stálou spolupracovnicí časopisu Xantypa. Součástí její knihy Kolemjdoucí je rozsáhlý cyklus deseti audio kazet a CD s podtitulem Hovory o životě s herci českého divadla. Od roku 2003 do roku 2007 měla svůj autorský pořad v Divadle Viola Praha, na jehož základě vznikly její dvě výpravné knihy. Od května roku 2008 vystupovala v představení Národního divadla uváděného na scéně Divadla Kolowrat Barevný život - benefice Blanky Bohdanové. Dlouhodobě spolupracuje s FK Dukla Praha (kniha Příběhy z tribuny, čtecí kalendář Celá Dukla čte a píše či elektronická kniha Portréty z Julisky).
Za svou knižní prvotinu Život je kulatý získala Cenu literárního fondu.
Manželem Zuzany Maléřové byl fotograf Vlado Bohdan - syn herečky Blanky Bohdanové, který je spoluautorem řady jejích knih. Jejich dcera Alžběta Bohdanová je zpěvačka a herečka, mladší syn Jeroným Bohdan studuje výtvarnou školu a ilustroval knihu O květině.

## Výbor z díla
Dosud napsala 21 knižních titulů.
- 1988 Život je kulatý
- 1990 Pracovní intimnosti
- 1991 Hlas se stínem
- 1991 Psáno v kóji
- 1991 Stůl paní Stelly
- 1994 Ghetto vyvolenců
- 1997 Počítání času
- 1999 Křehké otázky
- 2000 Kolemjdoucí
- 2003 Jak potkat děti
- 2002 Viděla jsem jitro
- 2005 Celá viola tvé duše
- 2007 Ticho v květu violy
- 2010 Šťastná hodina
- 2012 Proč kluci milují fotbal
- 2013 Příběhy z tribuny
- 2015 Dopis Cyranovi
- 2016 Kdy se dotknout dospělosti
- 2017 texty k CD Alžběty Bohdanové O lásku dál
- 2017 O květině (Rozhlasový zpovědník)
- 2020 Houslový klíč (Rozhlasová probouzení)

## Odkazy

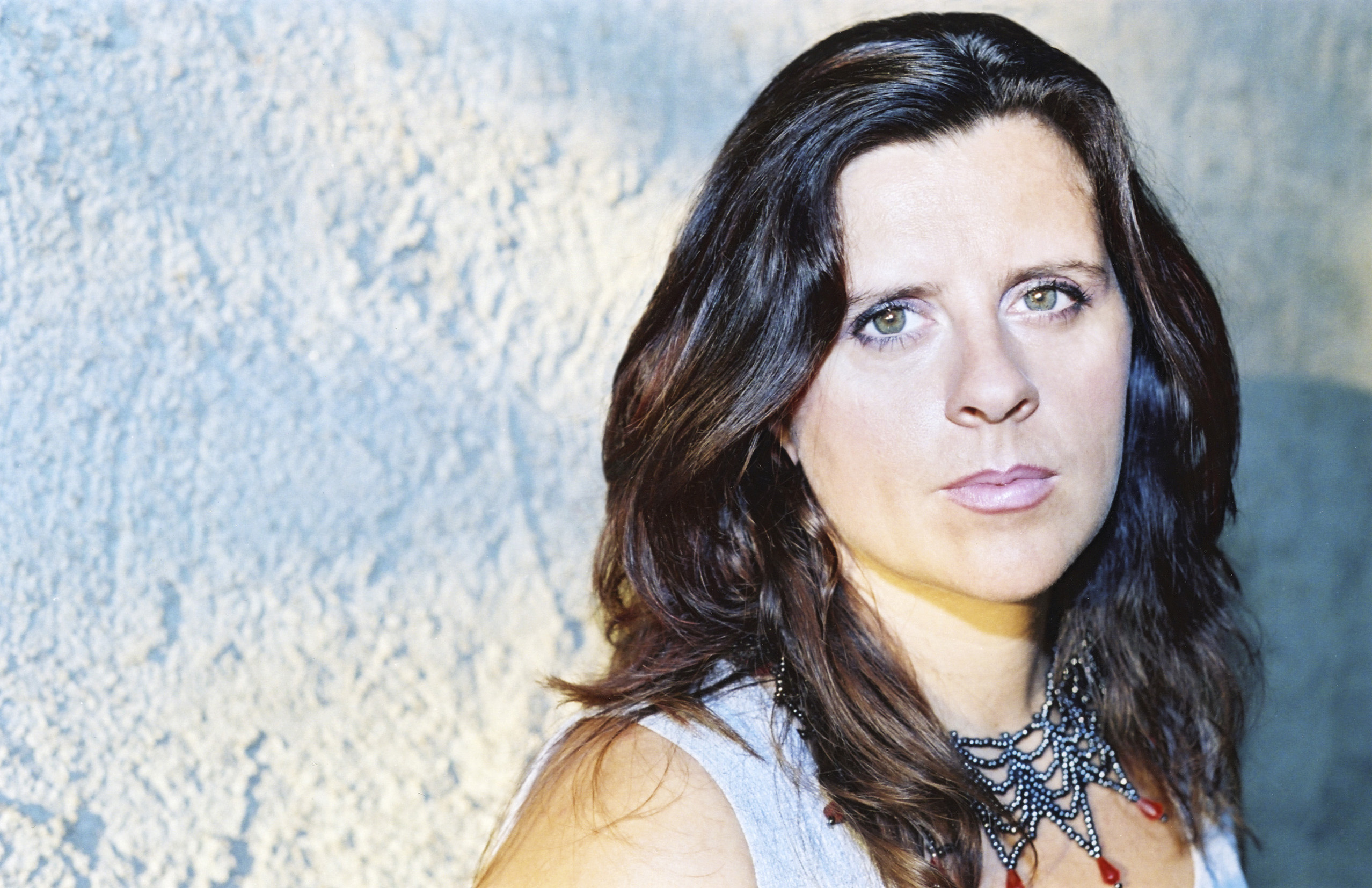
Z. Maléřová